# 関節骨
関節骨（かんせつこつ、英 : Articular bone）は、殆どの顎口上綱、両生類、鳥類、様々な種類の爬虫類、および祖先の哺乳類を含む殆どの脊椎動物の下顎の一部である。

## 解剖学
ほとんどの脊椎動物では、関節骨は下顎の他の2つの骨、上角骨と角骨に繋がっている。発達的には、胎児期の下顎軟骨に由来する。下顎軟骨の最も尾側の部分は骨化し関節骨を形成するが、下顎軟骨の残りの部分は軟骨のまま残るか、消失する。

### ヘビにおける関節骨
ヘビでは、関節骨、上角骨、前関節骨が癒合して複合骨を形成している。下顎は方形骨から吊り下げられており、この複合骨で関節を形成する。

## 機能

### 両生類と爬虫類における関節骨
殆どの四肢動物では、関節骨が顎関節の下部を形成する。上顎は方形骨で関節する。

### 哺乳類における関節骨
哺乳類では、関節骨が進化し中耳にある哺乳類の耳小骨の1つである槌骨を形成する。これは哺乳類の系統群の共有派生形質であり、化石から哺乳類への移行を決定するために使用される。これは下顎の関節突起に類似しているが、相同ではない。
哺乳類では、方形関節が失われた後、鱗状骨と歯骨が新しい顎関節を形成する。